# 朗科恩
朗科恩（英语：Runcorn）是英國的一座城市，位於柴郡。在2010年，朗科恩的人口估計有61,000人。
朗科恩是一座工業都市，位於默西河的河口處。這裡的交通發達。朗科恩火車站位於西海岸本線的支線上，有開往倫敦、利物浦和伯明翰的列車。朗科恩市內有多座大橋。朗科恩在工業革命之前都只是個小村莊。在18世紀末至19世紀初期，朗科恩是座療養勝地。在18世紀後期，默西河南岸開始建設港口。19世紀時期，肥皂等產業開始發展。20世紀初則發展了化工產業。目前產業則趨於多樣化。
市區的東部建設了新市鎮，人口也因此大幅增加。朗科恩的地標有市中心的哈爾頓城堡。水塔也是朗科恩著名的地標。朗科恩藝術中心位於市中心，內有多用途劇場和展覽室。

## 外部連結
- Halton Borough Council.
- Runcorn & District Historical Society. （页面存档备份，存于）
- Runcorn Round Table.
- Runcorn Rugby League.
- Runcorn Locks Restoration Society.